# Damarkasian
Damarkasian is een bestuurslaag in het regentschap Wonosobo van de provincie Midden-Java, Indonesië. Damarkasian telt 2784 inwoners (volkstelling 2010).